# 10435 Tjeerd
A 10435 Tjeerd (ideiglenes jelöléssel 6064 P-L) a Naprendszer kisbolygóövében található aszteroida. Cornelis Johannes van Houten,  Ingrid van Houten-Groeneveld és Tom Gehrels fedezte fel 1960. szeptember 24-én.